# 寿明寺
寿明寺是位于中国北京市西城区鼓楼西大街79号的一座汉传佛教寺院。

## 历史
该寺建于明朝天顺六年（1462年），由司礼监太监夏时等人出资兴建。明朝弘治四年（1491年）、正德八年（1513年）先后两次重修。
21世纪初，该寺建筑正在由西城区国土资源和房屋管理局职工学校使用，该校后改为西城区房屋土地经营管理中心职工学校（中共北京市西城区房屋土地经营管理中心党校）。2003年7月，北京红丹丹教育文化交流中心在北京成立（2013年改为北京市红丹丹视障文化服务中心），旨在用音声解说技术为视障人士提供无障碍文化产品服务。该中心由郑晓洁女士成立，租用寿明寺房屋，2004年起每周在寿明寺的大殿内为视障人士举办“心目影院”，通过音声解说使视障人士能“看”电影。经媒体报道后，心目影院自2006年起获得社会各界捐款，并与中国中央电视台达成长期合作协议，部分电影讲解员由职业主持人志愿兼任。截至2017年“心目影院”已在中国12座城市开办。

## 建筑
该寺坐北朝南，中轴线上依次为山门、前殿、中殿、后殿。该寺原有格局基本完好。